# 1955年英國大選
1955年英國大選舉辦於1955年5月26日。保守黨在這次選舉中取得勝利，獲得了60席的相對多數。這次選舉也是保守黨迄今最後一次在蘇格蘭獲得最大政黨地位。這次選舉也是電視首次在選舉中發揮重要作用，也是英國首次通過電視報道的選舉（1950年選舉和1951年選舉的選舉之夜節目並未錄製）。